# Aisha (film, 2010)
Pour plus de détails, voir Fiche technique et Distribution.
Aisha (आयशा) est un film en hindi de Bollywood sorti le 6 août 2010. Cette comédie romantique sur ton de Clueless (1995), inspirée du roman de Jane Austen Emma, est réalisée par Rajshree Ojha, avec pour vedettes Sonam Kapoor, Abhay Deol, Arunoday Singh et Cyrus Sahukar.

## Synopsis
Aisha (Sonam Kapoor) est une jeune fille issue des quartiers aisés de Delhi. Elle aime jouer les cupidons et n'hésite pas à se mêler de la vie amoureuse de son entourage. Ce qui déplaît fortement à son ami d'enfance et voisin Arjun (Abhay Deol).

## Fiche technique
- Titre : Aisha
- Titre original : आयशा
- Réalisateur : Rajshree Ojha
- Scénario : Devika Bhagat
- Dialogues : Devika Bhagat, Manu Rishi et Ritu Bhatia
- Musique : Amit Trivedi
- Parolier : Javed Akhtar
- Chorégraphie : Karan Boolani, Terrence Lewis, Ashley Lobo
- Photographie : Diego Rodriguez
- Montage : Sreekar Prasad
- Costumes : Pernia Qureshi, Kunal Rawal
- Coiffure : Ity Aggarwal
- Production : PVR Pictures, Anil Kapoor Films Company
- Langue : hindi
- Pays d'origine : Inde
- Format : Couleurs
- Genre : Comédie dramatique et romance
- Durée : 143 minutes
- Date de sortie : 6 août 2010

## Distribution
- Sonam Kapoor : Aisha Kapoor
- Abhay Deol : Arjun Burman
- Arunoday Singh : Dhruv Singh
- Cyrus Sahukar : Randhir Gambhir
- Ira Dubey : Pinky Bose
- Amrita Puri : Shefali Thakur
- Lisa Haydon : Aarti Menon
- Suman : Colonel Raghuvendra Singh
- Masood Akhtar : Sant Ram
- Sameer Malhotra : Karan Burman
- Cyrus Sahukar : Randhir Ghambir
- M K Raina : Mr. Kapoor
- Yuri Suri : Col. Singh
- Anuradha Patel : Chitra Kanwar Singh
- Anand Tiwari :Saurabh Lamba
- Vidhushi Mehra : Aalia Kapoor-Burman

## Musique
La musique a été composée par Amit Trivedi
1. Suno Aisha

Musique : Amit Trivedi 

Parolier : Javed Akhtar 

Interprète : Amit Trivedi, Aditt, Nakash Aziz & Ash King 

2. Gal Mitthi Mitthi

Musique : Amit Trivedi 

Parolier  : Javed Akhtar 

Interprète : Tochi Raina 

3. Shaam

Musique: Amit Trivedi

Parolier : Javed Akhtar 

Interprète : Amit Trivedi & Neuman Pinto 

4. Behke Behke

Musique : Amit Trivedi 

Parolier  : Javed Akhtar 

Interprète: Anushka Manchanda, Samrat & Raman Mahadevan 

5. Lehrein

Musique: Amit Trivedi 

Parolier  : Javed Akhtar 

Interprète : Anusha Mani, Neuman Pinto & Nikhil D'souza 

6. By The Way

Musique : Amit Trivedi 

Parolier  : Javed Akhtar 

Interprète : Anushka Manchanda & Neuman Pinto 

7. Gal Mitthi Mitthi (The Bombay Bounce Dhol Mix)

Musique : Amit Trivedi 

Parolier  : Javed Akhtar 

Interprète : Tochi Raina 

8. Lehrein (The Bombay Bounce Lounge Mix)

Musique: Amit Trivedi 

Parolier  : Javed Akhtar 

Interprète : Anusha Mani, Neuman Pinto & Nikhil D'souza 